# Wu Yunyong
Wu Yunyong (chinesisch 吴云勇, * 8. September 1978) ist ein chinesischer Badmintonspieler.

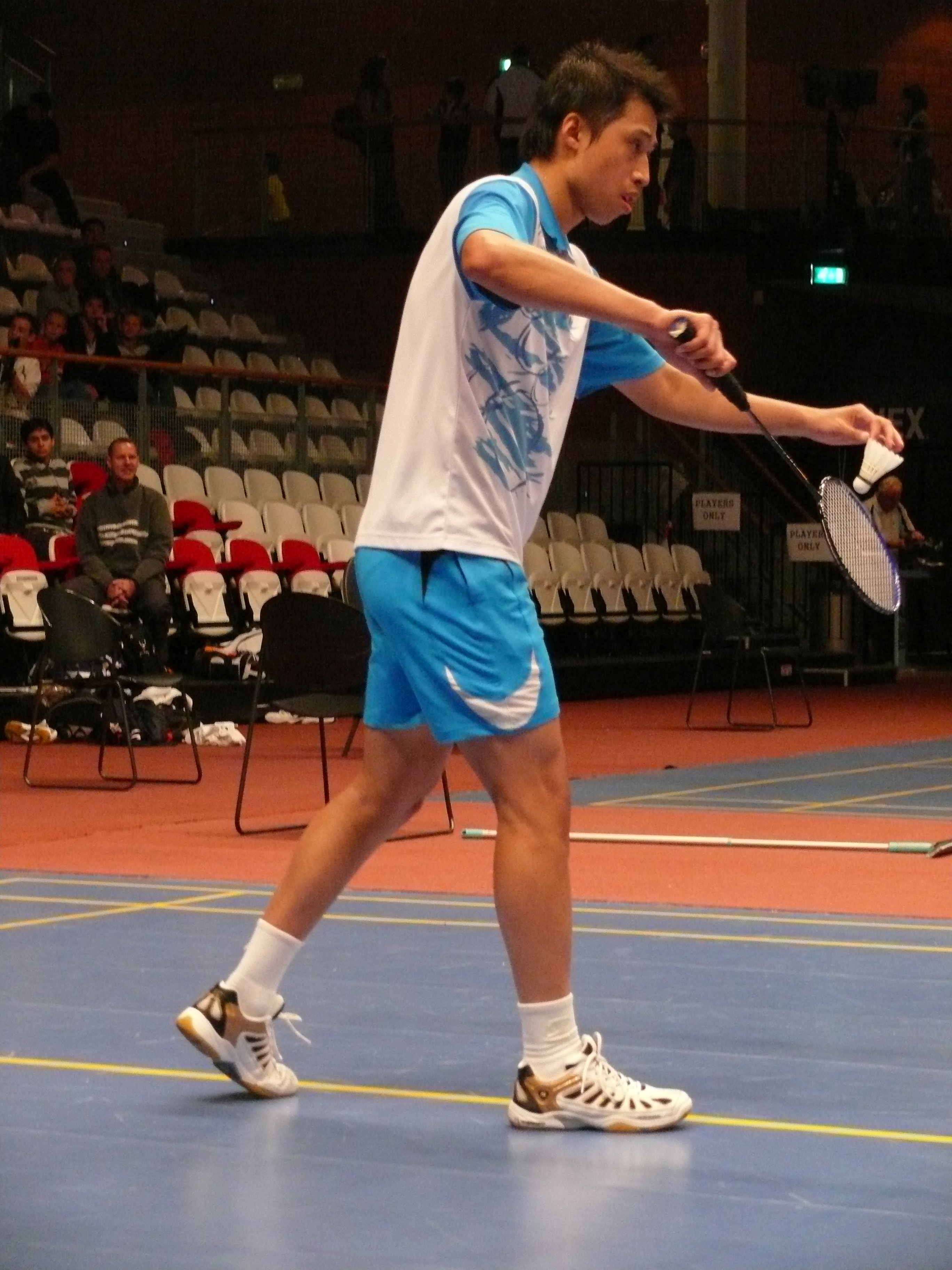
Wu bei den Dutch Open 2007

## Karriere
Wu Yunyong wurde in Deutschland bekannt, als er 2005 für den 1. BC Beuel engagiert wurde. Mit der Mannschaft des Bonner Klubs wurde er 2006 und 2007 Dritter in der Bundesliga. 2008 schaffte es Beuel unter Mithilfe von 'Wu Yunyong sogar ins Play-off-Finale gegen den 1. BC Bischmisheim, verlor dort jedoch und wurde Vizemeister.
In den Einzeldisziplinen war Wu Yunyong insbesondere in den Niederlanden erfolgreich. Dort gewann er 2007 die Dutch International, ein Jahr später wurde er Zweiter.
| Saison | Veranstaltung       | Platz | Disziplin    | Name |
| ------ | ------------------- | ----- | ------------ | --- |
| 2006   | Bundesliga          | 3     | Team         | 1. BC Beuel (Ian Maywald, Wu Yunyong, Ingo Kindervater, Marc Hannes, Marc Zwiebler, John Gordon, Petra Overzier, Birgit Overzier)                                                           |
| 2007   | Bundesliga          | 3     | Team         | 1. BC Beuel (Ian Maywald, Wu Yunyong, Ingo Kindervater, Marc Hannes, Marc Zwiebler, Christoph Clarenbach, Tommy Allroggen, Petra Overzier, Birgit Overzier, Mareike Busch, Jessica Willems) |
| 2007   | Dutch International | 1     | Herreneinzel | Wu Yunyong |
| 2008   | Dutch International | 2     | Herreneinzel | Wu Yunyong |
| 2008   | Bundesliga          | 2     | Team         | 1. BC Beuel (Marc Hannes, Ingo Kindervater, Ville Lång, Wu Yunyong, Marc Zwiebler, Elizabeth Cann, Birgit Overzier)                                                                         |